# Sandokan/Sweet Lady Blue
Sandokan/Sweet Lady Blue è un singolo discografico degli Oliver Onions, pubblicato nel 1976.

## Descrizione
Sandokan era la sigla della serie televisiva omonima, scritta da Sergio Sollima, Susan Duncan-Smith e Cesare De Natale, su musica e arrangiamento di Guido De Angelis e Maurizio De Angelis.
Il 45 giri ebbe un notevole successo discografico, entrando nella classifica dei più venduti in Italia alla quarta posizione il 7 febbraio 1976, per poi stazionare in vetta dalla settimana successiva fino al 27 marzo, rimanendo nella Top Ten per un totale di diciotto settimane, fino al 5 giugno, e risultando il sesto singolo più venduto dell'anno.
Sweet Lady Blue è un brano per i tasti neri ispirato alla serie, scritto dagli stessi autori.
Il disco è stato stampato con due differenti copertine.

## Edizioni
Entrambi i brani sono stati inseriti nell'LP Sandokan - Dalla colonna sonora originale dello sceneggiato televisivo ed in numerose raccolte.

## Tracce
Lato A
1. Sandokan – 3:03 (Sergio Sollima-Susan Duncan-Smith-Cesare De Natale-Guido De Angelis-Maurizio De Angelis)

Durata totale: 3:03
Lato B
1. Sweet Lady Blue – 3:13 (Susan Duncan-Smith-Cesare De Natale-Guido De Angelis-Maurizio De Angelis)

Durata totale: 3:13